# Adolf Säfve
Adolf Emil Säfve ursprungligen Andreasson, född 16 november 1860 i Säve socken, Bohuslän, död 19 oktober 1922 i Göteborg, var en svensk målare. 
Säfve var äldsta sonen till skomakarmästaren Olof August Andreasson och Anna Christina Andersdotter. Han hade en yngre bror som hette Svante och en yngre syster som hette Selma och från 1887 var han gift med Alma Josefina Pettersson. Det var fadern som bytte namn till Säfve på 1880-talet när han verkade som skomakare på Södra vägen i huset som kallades Kasern. De båda sönerna arbetade som skomakare tillsammans i faderns verkstad.

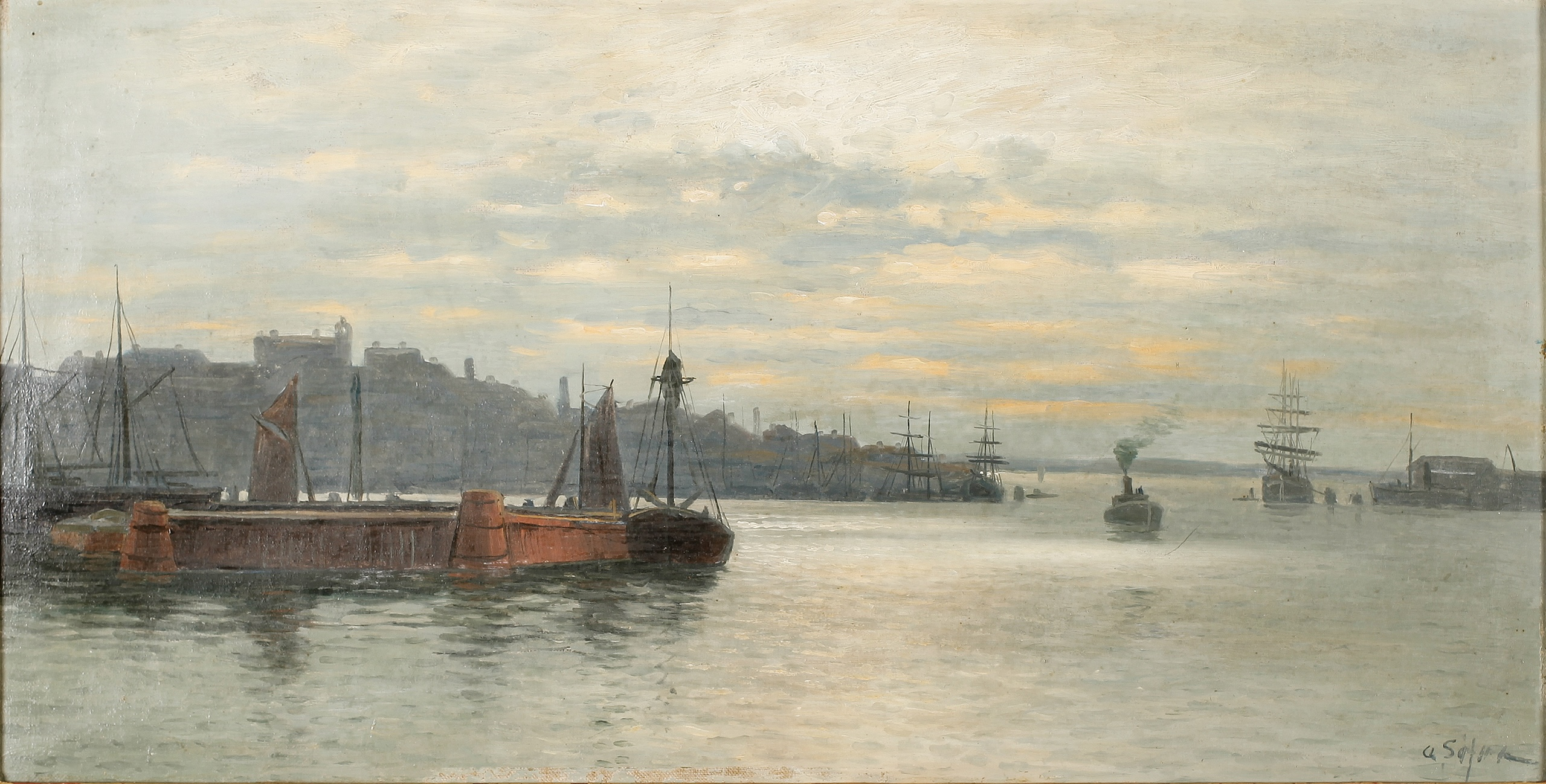
Oljemålning av Adolf Säfve föreställande Göteborgs hamn.

Säfve fick redan i tolvårsåldern konstnärlig handledning av Ludvig Messmann och studerade senare en kortare period för Bruno Liljefors på Valands målarskola i Göteborg. Han studerade även en kortare tid för Reinhold Callmander. Säfve medverkade på en utställning i Valandhuset under 1880-talet och sålde då en vinterstudie till Göteborgs konstförening. Han var under en period anställd som dekorationsmålare vid Stora teatern i Göteborg. Omkring 1897 utförde han en större dekorativ fondmålning med motiv från Pater Nosterskären till tioårsminnet av Oskar II:s första besök med Drott i Marstrand. 
Hans konst består av topografiska skildringar från Göteborg och dess omgivningar men bevarade skissböcker visar även motiv från Tullgarn, Forsmark, Kinnekulle, Sölvesborg och Bäckaskog i Skåne. Säfve är representerad vid Göteborgs historiska museum med ett par oljemålningar.